# Supertaça de Angola de Hóquei em Patins
A Supertaça de Angola ou Supertaça “João Garcia” é a uma competição de Hóquei Patins em Angola, disputada pelo vencedor do Campeonato Angolano e da Taça de Angola.

## Vencedores
| Ano  | Campeão                   | Finalista                 | Res.          |
| ---- | ------------------------- | ------------------------- | ------------- |
| 2017 | Académica de Luanda       | 1º de Agosto              | 6 - 5         |
| 2016 | Académica de Luanda       | 1º de Agosto              | 4 - 2         |
| 2015 | Académica de Luanda       | Atlético Petróleos Luanda | 7 - 2         |
| 2014 | Juventude Viana           | Académica de Luanda       | 2 -1 / 3 - 2  |
| 2013 | Académica de Luanda       | Atlético Petróleos Luanda | 7 - 2 / 6 - 4 |
| 2012 | Atlético Petróleos Luanda | Juventude Viana           | 3 - 2         |
| 2011 | Atlético Petróleos Luanda | Académica de Luanda       |               |
| 2010 | Académica de Luanda       | Juventude de Viana        | 5 - 2         |
| 2009 | Atlético Petróleos Luanda | Juventude de Viana        | 3 - 2         |
| 2008 | Juventude Viana           | Atlético Petróleos Luanda | 3 - 2         |
| 2007 | Atlético Petróleos Luanda | Juventude Viana           | 3 - 2         |
| 2006 | Atlético Petróleos Luanda | Grupo Desportivo da Banca | 8 - 5         |
| 2005 | Juventude Viana           | Atlético Petróleos Luanda | 5 - 1         |

## Número de titulos por Clube
| Clube                     | Campeonatos |
| ------------------------- | ----------- |
| Atlético Petróleos Luanda | 5           |
| Académica de Luanda       | 5           |
| Juventude de Viana        | 3           |
| TOTAL                     | 13          |

## Ligações Externas

### Sítios Angolanos
- Federação Angolana de Hóquei Patins
- Petro de Luanda
- Primeiro de Agosto
- ANGOP, Angência Angola Press com atualidade do Hóquei Patins neste País

### Internacional
- Ligações ao Hóquei em todo o Mundo
- Mundook-Actualidade Mundial do Hóquei Patinado (em Português)
- Cumhoquei-Actualidade Mundial do Hóquei Patinado (em Português)